# نیاگا
نیاگا شهری در شهرستان باگاسی در استان باله در بورکینافاسوی جنوبی است و جمعیت آن ۵۳۲ نفر است.